# インターネット・リサーチ・エージェンシー
インターネット・リサーチ・エージェンシー（英語: Internet Research Agency、ロシア語: Агентство интернет-исследований）とはロシアの企業。略称IRA。ロシア政府に近いとされ、ロシアによるSNSを用いた世論操作を行った「オリギノのトロール工場」としても知られる。通称・グラヴセット（Glavset）。

## 概要
IRAは2013年7月ごろに設立された。300 - 400人が年中無休の24時間体制で活動しており、ロシア語のほか、英語やウクライナ語など複数の言語で発信する部隊がある。
2014年4月ごろには「翻訳プロジェクト」と呼ばれる米国を標的とした部署を設けた。翌5月には米大統領選への介入戦略を掲げて、「候補者や政治システム全般への不信感を拡散させる」ことを目指した、とされる。米国を含む対外戦略などに当てる同社の予算額は、2016年9月には月額7300万ルーブルにのぼっていたという。「翻訳プロジェクト」と呼ばれる対米部署のスタッフは90人あまりで、月給は8万 - 12万ルーブルだったという。
IRAは偽のアカウントを取得するため、実在の米国市民の社会保障番号などを用いてなりすましを行い、PayPalに口座を開き、Facebookに政治広告を掲載していた。また選挙の前後に米国のアクティビティストを使って政治集会を開く、不正投票に関するフェイクニュースを流すなどしていた。
IRAの攻撃対象は、民主党候補のヒラリー・クリントン、共和党の候補者争いをしたテット・クルーズ、マルコ・ルビオら、元大統領のバラク・オバマなどであった。
2018年、アメリカ大陪審によってロシア国籍をもつ13人とIRAを含む3団体が起訴された。

## 事務所

### サンクトペテルブルク

#### 2013年:  サンクトペテルブルク、オリギノ、プリモルスカエ道131
北緯59度59分42.7秒 東経30度07分49.7秒 / 北緯59.995194度 東経30.130472度
ノーヴァヤ・ガゼータによると、2013年8月末に、SNS上に次のメッセージが出回った：
「インターネットを操作する人募集！　オリギノ（ストラヤ・デレブニア通り）のお洒落なオフィス！！！　月給は25960［ルーブル］（2013年のレートで780USD）。業務：インターネット上のプロフィールサイトにコメントを投稿、ブログ・SNSにテーマの投稿を書く。 スクリーンショットで報告。一人で出来るスケジュール［…］シフト毎に1180［ルーブル］を毎週支払い（8時から16時、10時半から18時半、14時から22時）。毎週支払いで食事無料！！　職業安定所か（随意に）契約に応じて。指導可能。」
報道と元従業員によれば、オリギノの事務所は2013年9月から存在し、活動していた。白い小屋の中にあり、地下鉄ストラヤ・デレブニア駅から15分のところ、オリギノ駅の反対のところにあるという。トロール活動を行なっていた仕事場は地下室にあった。

#### 2014年: サンクトペテルブルク、サヴシュキナ通り55
北緯59度59分03.5秒 東経30度16分19.1秒 / 北緯59.984306度 東経30.271972度
ロシアのオンライン紙 DP.ruによると、2014年10月前の数ヶ月、オリギノからサブシュキナ通りのオフィスに移転した。ジャーナリストによれば、建物は公式には未完成で、おおよそ2015年3月までその状態だったという。
ニューヨークタイムズの調査報道の記者によれば、インターネット・リサーチ・エージェンシーの略称はインターネット・リサーチであり、2015年6月には「建物全体に悪評が広まった」という理由でサブシュキナ通りのオフィスを「数ヶ月前に」立ち退くように言われた。もしかするとIRAの関連組織のFAN（Federal News Agency）がこのビルに入っていたかもしれない。ニューヨークタイムズの記事には、サヴシュキナ通りのオフィスにいたIRAの元従業員が伝える、様々な体験が掲載されている。また「コロンビアの化学工場が爆発した」虚報のような、アメリカやヨーロッパで混乱を起こすような虚報は、IRAや似たようなロシアの団体によって引き起こされているかもしれない。

### その他の都市
ノーヴァヤ・ガゼータによれば、オリギノのオフィスの所長のアレクセイ・ソスコヴェツは、北西サービス局（North-Western Service Agency）は2013年に、似たような業務のためにモスクワや他の都市で従業員を雇ったと発言している。